# Мъхнат пирен
Мъхнатият пирен (Erica hirtiflora) е вид растение от семейство Пиренови (Ericaceae). Този вид дава цветове по всяко време на годината – и то в такива количества, че целият храст да стане розов. Поради това E. hirtiflora се превръща в популярно декоративно растение за капетоновите градини.

## Разпространение
Видът е естествено ограничен до югозападния ъгъл на Западен Кейп, Южна Африка около град Кейптаун.